# Metro v Limě

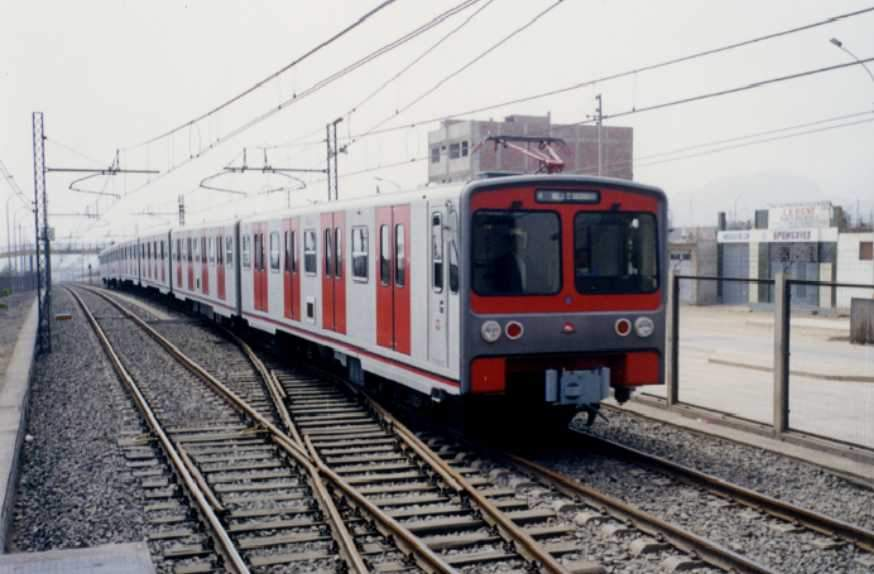
Jeden z vlaků metra

Metro v Limě (španělsky Metro de Lima Metropolitana) tvoří významný druh dopravy v hlavním městě Peru. V současné době existuje jediná linka o délce 9,8 km a sedmi stanicích, nachází se ve východní části města. Na rozdíl od ostatních měst zde metro není vedeno primárně v tunelu, ale na vyvýšených estakádách, jako například na některých úsecích je metro v Ciudad de México.

## Historie
Přestože limské metro je poměrně mladé (jeho první a zatím jediný úsek byl otevřen v roce 2003), první návrhy se objevovaly již ve studii konsorcia METROLIMA z let 1972 a 1973. Projekt v ceně přes 300 milionů USD však v tehdejší situaci, kdy zemi sužovala ekonomická krize, uskutečněn nebyl. Teprve v druhé polovině let osmdesátých (1986) se opět situace pohnula. Vládním dekretem č. 001-86 MIPRE byla zřízena organizace Autoridad Autónoma del Proyecto Especial Sistema Eléctrico de Transporte Masivo de Lima y Callao, která měla za úkol ještě upřesnit, jak bude systém městské dráhy vypadat. Nakonec se začalo na počátku 90. let s výstavbou, která byla ovšem několikrát přerušena. První zkušební vlaky vyjely na trať v roce 1995, avšak normální provoz, který měl následovně začít, byl neustále odkládán. Dobudovaný úsek zatím tvoří pouze polovinu plánované linky, a to její jižní část (stále chybí úsek o zhruba dvojnásobné délce přes centrální a severní část města). Cestující se mohli metrem svézt již 18. února 2003, avšak provoz byl vzhledem k nedostatku finančních prostředků od července 2003 do ledna 2004 přerušen.
Současný projekt tak počítá výhledově se sítí sedmi linek (existovala ale i jiná schémata, například síť s pěti linkami), které zajistí dopravu po celém městě. Výstavbu dalších úseků, hlavně dobudování první linky 1 do centra města a pak také prvního úseku linky 2 zajistí investoři hlavně ze Španělska, Japonska, Německa a Itálie. Vláda Peru již dohodla jistá partnerství jednak s veřejným sektorem, jednak se španělskou vládou.

Plán sítě metra (2019)

## Stanice

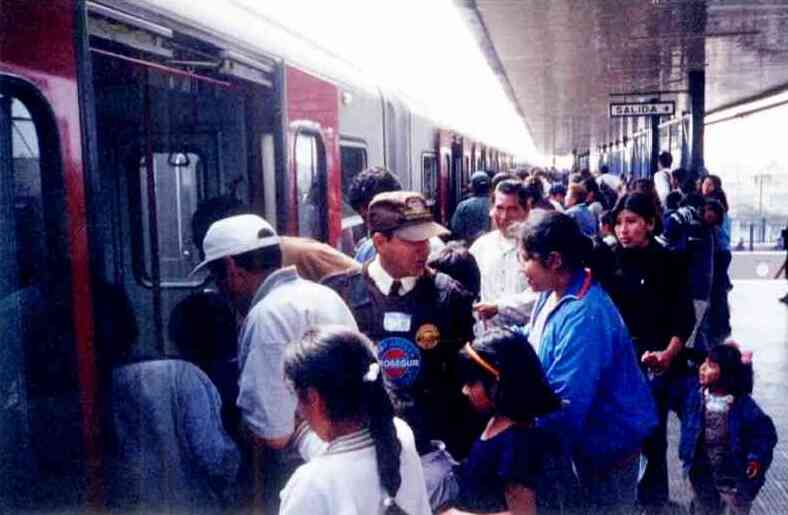
Ranní špička ve stanici Atocongo

- Miguel Grau
- Gamarra
- Nicolas Arriola
- La Cultura
- San Borja Sur
- Angamos
- Cabitos
- Ayacucho
- Jorge Chávez
- Atocongo
- San Juan
- Maria Auxiliadora
- Villa María
- Pumacahua
- Parque Industrial
- Villa El Salvador

## Vozový park
S cestujícími běžně jezdí elektrické pětivozové soupravy, dlouhé celkem 107 m. Jejich výrobcem je Ansaldo Breda, napětí v troleji je jmenovitých 1500 V.
V roce 2016 začaly dodávky další řady vozidel, určených pro linku 2 a větev linky 4, kde budou jezdit v automatickém režimu bez strojvedoucího. V roce 2014 bylo objednáno celkem 42 šestivozových souprav, jejichž výrobcem je Hitachi Rail Italy (nástupce firmy AnsaldoBreda), závod v Reggio di Calabria. Zatímco první souprava byla dodána v září 2016 do Peru, jiná souprava podstupovala typové zkoušky na Železničním zkušebním okruhu v Cerhenicích. 